# Jacob Nikolaus Craigher de Jachelutta
Jakob Nikolaus Craigher de Jachelutta, auch Jacob Nicolaus Craigher de Jachuletta (* 17. Dezember 1797 in Ligosullo, Friaul – zuweilen verlesen als Liposullo; † 17. Mai 1855 in Cormons bei Görz) war ein österreichischer Dichter und Übersetzer.

## Leben und Wirken
Der nachmalige Dichter wirkte zunächst in seinem Brotberuf als Kaufmann, er wurde ein exzellenter Kenner europäischer Sprachen. Als er 1820 nach Wien kam, gelangte er schnell in den unmittelbaren Umkreis von Clemens Maria Hofbauer und Friedrich Schlegel, dessen katholische Geisteshaltung ihn stark beeinflusste. Nachdem er seine empfindsame Lyrik bereits in Wiener Zeitschriften veröffentlicht hatte, widmete Craigher seinen 1828 anonym erschienenen Gedichtband Poetische Betrachtungen in freyen Stunden Schlegel; dieser steuerte dazu eine Vorrede und ein einleitendes Gedicht bei.
Als belgischer Konsul in Triest (ab 1843) gelangte Craigher später zu einigem Wohlstand, konnte 1843 sogar in den Orient reisen. Schließlich starb er auch in der Region, aus der er stammte.
Franz Schubert und Craigher lernten sich 1825 kennen. Craigher hat Schubert eigene und übersetzte Gedichte zur Vertonung überlassen (D 828, D 833, D 842).

## Trivia
Craigher skizzierte seine Kindheit und Jugend in ärmlichen Verhältnissen im Rückblick folgendermaßen:
Bildungslos, ein armer, scheuer Knabe

Vom Geschick ins Leben fortgetrieben

Mußt ich ringen, hoffen, beten, lieben

Fest gestützt auf schwachem Wanderstabe.

## Werke
- Poetische Betrachtungen in freyen Stunden von Nicolaus. Mit einer Vorrede und einem einleitenden Gedichte begleitet von Friedrich von Schlegel. Wien 1828.
- J. N. Craigher’s Erinnerungen aus dem Orient. Favarger, Triest 1847.